# Condition masculine
Pour les articles homonymes, voir condition.
 (novembre 2013).
 (mars 2018).
- Si vous ne connaissez pas le sujet, laissez ce bandeau (vous pouvez alors contacter les auteurs).
- Si vous supprimez le contenu mis en cause (vous pouvez préalablement contacter les auteurs),

argumentez précisément cette suppression dans la page de discussion
(un manque de référence n'est pas un argument ; une recherche réelle de référence doit avoir été effectuée, être formellement documentée).
 (mai 2021).
La condition masculine décrit la place des hommes dans l'organisation sociale comme dans ses représentations culturelles. Pendant masculin de la condition féminine, la notion de condition masculine regroupe les problématiques que l'aspect physiologique, psychologique, social, légal, économique, culturel ou sexuel rendent spécifiques aux hommes. 
La préoccupation d'une amélioration de la condition masculine fonde des mouvements tels que le masculinisme, la libération des hommes, ou l'hominisme.

## Histoire
Si l'anthropologue Odile de Roynette déplore que la condition masculine eut été un thème trop absent des études précédant le vingtième siècle, elle note la catégorisation presque médicale qui fut employée à la fin du XIXe siècle pour juger de l'aptitude d'un homme à partir à la guerre. Son perçu est que les attributs physiques masculins caractérisent le conscrit capable de contrôle sur les flots de sang, là où périodiquement la femme se doit de les subir. Aux yeux de la chercheuse ce pouvoir exclusivement masculin créa une fracture entre les hommes et les femmes, celles-ci étant écartées progressivement des champs de guerre alors que jusque-là elles avaient encore eu leur place au front dans des fonctions logistiques ou de combat. La fin de la première guerre mondiale attribua un statut de héros viril aux hommes faisant œuvre de sacrifice, jusque sur des stèles érigées en leur honneur et cachant une réalité bien plus sombre, faite de souffrance physique pour l'homme agonisant et de larmes pour son épouse qui le pleure. Mais cette perception de l'homme plus humain que héros, meurtri et traumatisé fut aussi exploitée pour donner aux désordres psychiques des rescapés des conflits guerriers un facteur de virilité justifiant la place de l'homme au front.

### Description de la condition masculine dans la littérature
La littérature donne accès à une forme de représentation de l'homme et de la condition masculine. De héros d'épopée à personnage en crise, la description de l'homme montre une évolution historique. À propos du roman Le Rouge et le Noir, Gilles Aerts remarque : "Il semble que l'homme soit quantitativement plus violent que la femme parce qu'il est plus exposé à la violence, en tant que bourreau et vïctime, à cause des rôles que lui dévolue la société traditionnelle décrite ici. En bref, la condition masculine, qu'elle soit sociale, économique ou politique, conditionne l'individu mâle à l'agressivité, à la violence.". Au XXe siècle, la Première Guerre mondiale puis Seconde Guerre mondiale changent durablement la vision de la condition masculine. Ce changement est particulièrement visible dans la littérature française de la première moitié du XXe siècle où l'homme est représenté comme fragile ou souffrant, ce qu'Éric Zemmour explique par l'humiliation de la guerre de tranchées.

## Représentations usuelles

### Représentation du statut de victime masculine
- Si vous ne connaissez pas le sujet, laissez ce bandeau (vous pouvez alors contacter les auteurs).
- Si vous supprimez le contenu mis en cause (vous pouvez préalablement contacter les auteurs),

argumentez précisément cette suppression dans la page de discussion
(un manque de référence n'est pas un argument ; une recherche réelle de référence doit avoir été effectuée, être formellement documentée).
Le statut de victime masculine reste de l'ordre du tabou,.

#### Violences conjugales
En France, les premières enquêtes nationales qui ont tenté de dresser un bilan statistique des violences conjugales en France datent de 2000, elles ne recensaient alors que les victimes féminines. Si au Canada, l'Enquête Sociale générale (ESG) a évalué les victimes des deux sexes dès 1999, en France, c'est seulement en 2007 qu'une évaluation quantitative des hommes violentés  a été produite une première fois par l'Observatoire national de la délinquance. La violence féminine, notamment à l'égard des hommes, restant de l'ordre du "tabou social".
Certains auteurs déplorent la prévalence d'une doctrine qui réduit invariablement les problèmes sociaux à une dialectique manichéenne où les femmes sont des victimes et les hommes des oppresseurs, à l'exclusion d'importantes autres variables systémiques,,,,,,, ,, ,,,.
Un pionnier de la recherche sur la violence conjugale comme Murray A. Straus, par exemple, déplore l'obstruction politique et intellectuelle qu'a entrainée, au cours de 30 dernières années, la prédominance de la théorie féministe explicative de la violence conjugale. À la suite de Graham-Kevan, Straus observe que malgré une masse écrasante de recherche empiriques contraires (« fully documents overwhelming evidence »), les milieux politiques continuent à croire à l'axiome féministe voulant que la domination patriarcale (« "patriarcha dominance" theory of partner violence ») soit l'explication primale de la violence conjugale.
Selon l'Observatoire national de la délinquance et des réponses pénales, qui a réalisé des statistiques à partir des plaintes déposées, 149 000 hommes et 398 000 femmes ont été victimes de violence dans le cadre du couple. 25 des 146 décès liés aux violences conjugales ont été provoqués par des femmes en 2013. La reconnaissance et surtout la prise en charge des hommes battus reste problématique.

##### Violences au sein de couples d'hommes homosexuels
Selon la mission interministérielle pour la protection des femmes contre la violence et la lutte contre la traite des êtres humains (MIPROF), en 2016, 3 hommes ont été tués en France par leur partenaire ou ex-partenaire au sein d'un couple homosexuel.

#### Agressions sexuelles
En France, contrairement au Canada où le viol sur les hommes et les garçons fait l'objet d'une ample communication de la part de l’État,, les statistiques, études et plaquettes informatives spécifiquement dédiées aux hommes victimes de viol resteraient très peu nombreuses en France, voire totalement absente concernant toute communication spécifiquement orientée vers les victimes homme[réf. souhaitée]. De plus, aucun centre d’accueil de victime en France ne serait dédié aux victimes hommes, contrairement au Royaume-Uni ou à l'Allemagne. Les associations qui aident les victimes de viol, telles que Collectif féministe contre le viol, Stop violences femmes ou encore SOS femmes, tendraient à exclure par leur nom les hommes, même si elles leur sont ouvertes. 
Sur internet, on trouve un grand nombre d'associations d'aide aux victimes de harcèlements sexuels au travail, mais aucune ne serait dédiée exclusivement aux hommes victimes.

## Condition masculine auXXIesiècle

### Justice
Pour un même fait, les hommes sont plus souvent présumés coupables, quand les femmes bénéficient plus souvent de relaxe. De plus, pour un même fait, les hommes condamnés le sont plus souvent à de la prison ferme tandis que les femmes obtiennent plus souvent de la prison avec sursis. Les femmes bénéficieraient d'une image de victime, mais pas les hommes;
Dans les affaires de divorce, si d'après Gérard Réverend, président de l'association Les papas=les mamans, à peine un père sur cinq (20 %) demande à avoir la résidence principale de son enfant, en 2009 selon le ministère de la Justice seulement un enfant sur 12 (8 %) est confié au père. D'après Marc Juston, juge aux affaires familiales à Tarascon, « les juges ne sont pas contre les pères » mais restent dans un « schéma où il est acquis que la mère doit garder son enfant et que le père doit se battre pour obtenir davantage ».
Dans les affaires de violences conjugales, selon l'ONDRP, quand 10 femmes victimes sur 100 déposent plainte, seuls 3 hommes victimes sur 100 osent se tourner vers la justice.

### Santé et travail
Dans la majorité des pays, les hommes vivent en moyenne quelques années de moins que les femmes. Cela s'expliquerait par plusieurs raisons : d'abord les hommes sont plus exposés aux conditions de travail pénibles que les femmes, de plus ils sont plus touchés par les accidents du travail (29,7 accidents par million d'heures travaillées en France, contre 16,3 pour les femmes),.
Les hommes subiraient plus de pressions sur le lieu de travail, où l'on considèrerait qu'il est normal qu'ils finissent tard ou qu'ils travaillent à temps plein. Ils peuvent ainsi être victimes de remarques sexistes lorsqu'il est question de leur statut de père au sein de leur emploi. Noam Leandri, président de l'Observatoire des inégalités français, note en 2013 que « Peu d'hommes prennent un congé paternité et lorsqu'ils le font, cela peut être perçu de manière négative », au point que ces salariés se sentent coupables envers leur employeur. 
Concernant le harcèlement sexuel au travail, les hommes victimes, moins nombreux que les femmes, seraient plus enclins aux troubles psychologiques et à la dépression que les femmes victimes. Le tabou des violences sexuelles au travail serait plus important chez les hommes : ils seraient quatre fois plus nombreux à cacher les agressions dont ils y sont victimes que les femmes. Dans l'armée en particulier, les hommes subiraient dix fois plus de harcèlement sexuel que les civils, mais seulement une victime sur cinq les signalerait.
Les violences conjugales subies par les hommes sont beaucoup plus souvent physiques que sexuelles, de plus la grande majorité des victimes subissent l'emprise de leur partenaire de vie du moment.

### Salaires
Si en France une différence de revenus entre les hommes et les femmes est généralement attribuée aux discriminations, d'après plusieurs études, celle-ci serait liée à la présence d'un enfant dans le foyer familial. Ainsi,
- en 2012 un rapport de l'OCDE établit qu'en France la différence de salaires entre femmes et hommes travaillant à temps plein dans la tranche 25-44 ans était quasiment nulle lorsque aucun enfant n'était présent dans la famille[28]. La différence s'établissait alors à 13 % en défaveur des femmes-mères par rapport au hommes-pères lorsqu'un ou plusieurs enfants étaient présents dans le foyer ;
- en 2016 le cabinet Glassdoor, spécialisé sur le marché de l’emploi, établit que à poste égal la différence de salaires entre femmes et hommes est quasiment nulle (0,4 %) lorsque aucun enfant n'est présent dans la cellule familiale. En revanche, les femmes qui ont eu au moins un enfant gagnent 12,4 % de moins que les hommes[29].

Cette différence de revenus pourrait s'expliquer par la contrainte ou le choix du couple d'assigner le rôle parental à la mère, impliquant un sacrifice du temps de travail au bénéfice du temps passé avec l'enfant ; le père se devant alors de compenser le manque de revenus par un surcroît de temps passé au travail. L'auteur et sociologue américain Warren Farrell propose ainsi dans son livre Why men earn more? une liste de 25 choix professionnels (ex. : le temps de travail, la dangerosité du métier, les missions à l'étranger...) qui expliquent l'écart salarial constaté. Cette perception coïnciderait avec les difficultés que rencontrent les hommes pour faire valoir au travail leur statut et leurs droits de père.

#### Suicide
Selon le rapport sur le suicide de l'Organisation mondiale de la santé en 2017, en France le taux de suicide chez les hommes est de 19 sur 100 000, soit trois fois le taux pour les femmes, qui est à 5,9 pour 100 000 selon ce même rapport. Les hommes commettraient deux fois moins de tentatives de suicide que les femmes, mais ils réussiraient à mettre fin à leurs jours dans trois fois plus de cas que les femmes. Les études longitudinales montreraient que 15 % des patients déprimés décèdent par suicide.

### Échec scolaire
Les garçons sont beaucoup plus souvent en échec scolaire principalement dans les milieux défavorisés.
Les statistiques montrent que les filles durant leur scolarité lisent plus vite et mieux que les garçons, redoublent beaucoup moins qu’eux à tous les niveaux du système éducatif, échouent moins dans l’obtention de qualifications, ont plus de mentions à tous les examens et diplômes, du second degré comme du supérieur.

### Autres références
1. ↑  https://www.cairn.info/revue-vingtieme-siecle-revue-d-histoire-2002-3-page-85.htm
2. ↑  La condition masculine dans la littérature française sur Google Livres - Krystyna Modrzejewska, Wydawn Uniwersytetu Opolskiego, 2005
3. ↑  La Condition Masculine dans Le Rouge et le Noir, Thèse de Gilles Aerts, The University of British Columbia, 1987
4. ↑  Theses.fr : La condition masculine dans le roman français de l'entre-deux-guerres : le temps des vacillements, par Marjolaine Forest - Thèse de doctorat en Lettres modernes, Soutenue à Lyon 2, 2004
5. ↑  Mais où est passée la virilité ? - Le Figaro Santé, 15 octobre 2011
6. ↑  Shia LaBeouf affirme avoir été violé par une femme : au-delà de son cas, oui forcer les garçons, ça arrive... - Atlantico, 30 novembre 2014
7. ↑  Le tabou autour des hommes victimes de violences sexuelles est-il en train de disparaître ? - Madmoizelle, 12 octobre 2017
8. ↑  « L'enquête nationale sur les violences envers les femmes en France… », sur wikiwix.com (consulté le 6 avril 2023).
9. ↑  La violence des femmes: Histoire d'un tabou social sur Google Livres - Christophe Regina
10. ↑  Hommes battus : des chiffres pour comprendre une réalité méconnue - Le Monde (10 avril 2015)
11. ↑  Hommes battus : pourquoi on ne les croit pas - Psychologies Magazine (consulté le 21 novembre 2017)
12. ↑  Violences conjugales : le tabou des hommes battus - Le Figaro Madame (14 avril 2016)
13. ↑  Apolline Henry, « Les violences conjugales, dans les couples homosexuels aussi », sur topsante.com, 15 juillet 2018 (consulté le 9 août 2020).
14. ↑  CAVAC (centre d'aide aux victimes d'actes criminels), "Les hommes sont aussi victimes d’agressions sexuelles" http://www.cavac.qc.ca/documentation/pdf/hommes-victimes.pdf
15. ↑  Agence de la santé publique du Canada, "Livrets d’information sur la violence sexuelle 2008 : 'Les hommes qui ont été victimes de violence sexuelle durant l’enfance'" http://www.phac-aspc.gc.ca/sfv-avf/sources/nfnts/nfnts-visac-male/assets/pdf/nfntsx-visac-males_f.pdf
16. ↑  « Pourquoi personne ne prend le viol masculin au sérieux », sur ChEEk Magazine, 1er février 2016 (consulté le 9 août 2020).
17. ↑  Guillaume Descours, « Harcèlement sexuel : 7% des hommes aussi victimes », Le Figaro,‎ 13 mai 2016 (lire en ligne).
18. 1 2 3 4 5  Stanislas Kraland, « Inégalités hommes femmes : les hommes aussi victimes de sexisme? », sur Le Huffington Post, 18 février 2013 (consulté le 9 août 2020).
19. 1 2  Lucie Soullier, « Pourquoi les pères divorcés obtiennent rarement la garde de leurs enfants », L'Express,‎ 18 février 2013 (lire en ligne, consulté le 9 août 2020).
20. 1 2  « Travail, emploi », dans Regards sur la parité (fiches thématiques), INSEE, 2012 (lire en ligne [PDF]), p. 114.
21. ↑  « Les hommes aussi sont victimes de discriminations », sur Le Huffington Post, 18 février 2013 (consulté le 15 novembre 2019).
22. ↑  « Congé paternité : paroles de pères frustrés de ne pas pouvoir « prendre leur part » », sur Le Monde, 26 décembre 2017 (consulté le 16 janvier 2022).
23. 1 2 3  (en) Kim I., « Workplace Sexual Harassment "A Chronic Problem," Says APA President », sur Association américaine de psychologie, 16 novembre 2017 (consulté le 16 janvier 2022) citant (en) James Campbell Quick et M. Ann McFadyen, « Sexual harassment: Have we made any progress? », Journal of Occupational Health Psychology, vol. 22, no 3,‎ juillet 2017, p. 286–298 (ISSN 1939-1307 et 1076-8998, DOI 10.1037/ocp0000054, lire en ligne [PDF], consulté le 16 janvier 2022).
24. ↑  Stéphanie Delestre, « Entre harcèlement et drague : 82 % des Français pensent qu’il n’est plus possible d’essayer de séduire au travail », sur Qapa News, 24 octobre 2017 (consulté le 9 août 2020).
25. ↑  Leila Marchand, « Hommes battus : des chiffres pour comprendre une réalité méconnue », Le Monde,‎ 10 avril 2015 (lire en ligne).
26. ↑  « Les inégalités de salaires entre les femmes et les hommes : état des lieux », sur Observatoire des inégalités (consulté le 9 août 2020).
27. ↑  « L'égalité hommes-femmes en matière d'emploi / READ online », sur OECD iLibrary (consulté le 9 août 2020).
28. ↑  H. B., « En France, les femmes sans enfant mieux payées que les mères », 20 minutes,‎ 19 mai 2016 (lire en ligne, consulté le 9 août 2020).
29. ↑  (en) « Are Women Earning More Than Men? », Forbes, 12 mai 2006.
30. ↑  (en) « Suicide rates, age-standardized Data by country », sur Organisation mondiale de la santé, 4 avril 2017.
31. ↑  Six chiffres-clés pour comprendre le suicide en France, Le Monde, le 09.02.2016.
32. ↑  Jean-Louis Auduc, « Echec scolaire : comment les garçons sont trop souvent sacrifiés par l’école », sur atlantico.fr, 21 octobre 2017

#### Sources primaires
- (en) Belfort Bax, The Legal Subjection of Men, 1896
- Michel Leiris, L'Âge d'homme, Gallimard, 1939
- (en) David Thomas, Not Guilty : The Case in Defense of Men, New York, William Morrow and Co., 1993
- Catherine Valabrègue, La Condition masculine, Payot, 1968
- Éric Zemmour, Le Premier Sexe, Denoël, 2006

#### Sources universitaires
- Élisabeth Badinter, XY, De l'identité masculine, éditions Odile Jacob, 1992
- Pierre Bourdieu, La Domination masculine, éditions du Seuil, 1998
- (en) Warren Farrell, The Myth of Male Power : Why Men Are the Disposable Sex, New York, Simon & Schuster, 1993
- (en) Warren Farrell, Why Men earn more ? : The Startling Truth Behind The Pay Gap—And What Women Can Do About It, New York, N.Y, American Management Association, 2005
- (en) Michael Kimmel, Guyland : The Perilous World Where Boys Become Men, New York, Harper, 2008 (ISBN 978-0-06-083135-6)
- (en) Michael Kimmel, Manhood in America : A Cultural History, New York, Oxford University Press, 2012, 3e éd. (ISBN 978-0-19-978155-3)
- Krystyna Modrzejewska (pl), La Condition masculine dans la littérature française, Opole, 2005 (lire en ligne)
- (en) Paul Nathanson et Katherine K. Young, Spreading Misandry : The Teaching of Contempt for Men in Popular Culture, Montréal, McGill-Queen's University Press, 2001

#### Articles
- (en + fr) Francis Dupuis-Déri, « Le "masculinisme" : une histoire politique du mot », Recherches féministes, vol. 22, no 2,‎ 2009, p. 97-123 (DOI 10.7202/039213ar, lire en ligne).
- Marie Hazan, « Y a-t-il une condition masculine ? », Dialogue,‎ 2009 (lire en ligne)
- « La crise de la virilité » [PDF] (Bibliographie sélective), sur le site de la Bibliothèque nationale de France